# Pterinopsyllotus giesbrechti
Pterinopsyllotus giesbrechti är en kräftdjursart som först beskrevs av M. S. Wilson 1973.  Pterinopsyllotus giesbrechti ingår i släktet Pterinopsyllotus och familjen Cyclopinidae. Inga underarter finns listade i Catalogue of Life.